# Angelo Sansoni
Angelo Sansoni (Nepi, 13 giugno 1894 – Roma, 22 maggio 1982) è stato un calciatore italiano, di ruolo centromediano.

## Carriera
Era noto come Sansoni I, per distinguerlo dai fratelli Gioacchino ("Sansoni II"), Alberto ("Sansoni III"),  e Giulio ("Sansoni IV"), anch'essi giocatori della Fortitudo di Roma. I quattro fratelli Sansoni costituirono il perno della Fortitudo dei primi anni venti, tanto da essere soprannominati "la linea del Piave". Ricoprì molti ruoli all'interno della Fortitudo: consigliere della sezione "footballers" dal 1910, capitano della prima squadra di calcio fino al 1915 (partecipò alla Prima Guerra Mondiale come sottotenente di artiglieria di campagna volontario con nastrino quattro campagne), nuovamente capitano dal 1919 (a cui affianca il ruolo di direttore sportivo) fino alla fine della carriera di calciatore.
Esordì per primo con la maglia della Fortitudo nel campionato di Seconda Categoria 1911-1912, partecipando poi a quattro campionato di Prima Categoria tra il 1913 e il 1915, e poi dal 1919 al 1921. Nel triennio 1919-1922 la sua squadra vinse il campionato regionale per tre volte consecutive, ma nei primi due anni fu eliminato nella fase interregionale, seppur di misura, dalle squadre toscane (nel 1920 perse la finale centromeridionale per 3-2 contro il Livorno, nel 1921 fu eliminato nel girone di semifinale dal Pisa). Complice lo spostamento delle squadre toscane nei gironi settentrionali, la Fortitudo vinse il campionato della Lega Sud 1921-1922 ma nella finalissima per lo scudetto venne agevolmente sconfitta dalla Pro Vercelli.
Con la Fortitudo disputò complessivamente 49 partite tra il 1911 e il 1922. Partecipò in seguito alla Prima Divisione 1923-1924 con i romani della Juventus Audax, e quindi di nuovo nella Fortitudo nel campionato 1924-1925.
Terminata la carriera agonistica iniziò a lavorare in banca, raggiungendo l'incarico di co-direttore centrale della BNL. In ambito istituzionale fu nominato membro del Direttorio Nazionale Fascista dei Funzionari di Banca. Continuò a partecipare alla vita della Fortitudo fino a diventarne Presidente, sia sotto il Presidente Onorario Giovanni Battista Sacchetti, che ne aveva lasciato la direzione attiva nel 1927 (anno della fusione della sezione calcio della Fortitudo con altre squadre romane per fondare la Roma, sia negli anni 50 per quanto riguarda la sola sezione calcio. A Nepi, suo paese natale, ha contribuito alla fondazione della Fortitudo Nepi. Nel 1960 concluse anche la sua carriera all'interno della FIGC con la nomina a presidente della commissione giudicante del Lazio. I figli Francesco e Giampaolo, insieme ai figli del Marchese Sacchetti, Giulio e Marcello, fondarono negli anni 50 la sezione pallacanestro della Fortitudo, di cui Giampaolo divenne in seguito Presidente.